# Ephesiopsis
Ephesiopsis är ett släkte av ringmaskar. Ephesiopsis ingår i familjen Sphaerodoridae, ordningen Phyllodocida, klassen havsborstmaskar, fylumet ringmaskar och riket djur.
Släktet innehåller bara arten Ephesiopsis guayanae.